# شیرحبیب
شیرحبیب نام روستایی از توابع بخش مرکزی شهرستان جهرم در استان فارس است.